# Morning Musume
Morning Musume (モーニング娘。, ibland benämnda Momusu, モー娘。 eller Morning Musume '24) är en japansk popgrupp, bildad 1997 av producenten Tsunku (つんく) som en del av Hello! Project. Efter en jättehit i september 1999 var de under en tid Japans största J-pop-grupp. Morning Musume är huvudgruppen i Hello! Project.
Namnet "Morning Musume" kan översättas till "morgondöttrarna" eller "morgontjejerna".

## Historik
År 1997 letade producenten Tsunkus band, Sharan Q, efter en sångerska genom underhållningsprogrammet Asayan, som kan liknas vid Fame Factory, Pop Stars eller Idol. Elva personer valdes ut till finalen genom ett antal auditions.
Michiyo Heike vann tävlingen, men Tsunku blev intresserad av att bilda en grupp bestående av fem flickor som förlorat. Flickornas grupp fick namnet "Morning Musume" och spelade in demon Ai no Tane. Tsunku utmanade gruppen; om de lyckades sälja 50 000 exemplar av skivan inom fem dagar skulle de få ett skivkontrakt. De lyckades med utmaningen på den fjärde dagen och fick därefter släppa sin första officiella singel, "Morning Coffee".
Sedan starten har nya auditions hållits nästan varje år för att finna nya medlemmar. Gruppen har för närvarande elva medlemmar men har som mest haft sexton stycken medlemmar samtidigt. Första gången det hölls en audition för att finna nya medlemmar till gruppen vann tre tjejer. Dessa kom då att kallas för "andra generationen", och det har på så sätt tillkommit fler medlemmar och nya generationer genom nya auditions. För tillfället har man kommit upp till den sjuttonde generationen.

## Nuvarande medlemmar
- Miki Nonaka (ledare)
- Maria Makino (andreledare)
- Homare Okamura
- Rio Kitagawa
- Mei Yamazaki
- Rio Sakurai
- Haruka Inoue
- Ako Yumigeta

### Generationerna
- Första generationen
  - Yuko Nakazawa (1997-2001)
  - Kaori Iida (1997-2005)
  - Aya Ishiguro (1997-2000)
  - Natsumi Abe (1997-2004)
  - Asuka Fukuda (1997-1999)

- Andra generationen
  - Kei Yasuda (1998-2003)
  - Mari Yaguchi (1998-2005)
  - Sayaka Ichii (1998-2000)

- Tredje generationen
  - Maki Goto (1999-2002)

- Fjärde generationen
  - Rika Ishikawa (2000-2005)
  - Hitomi Yoshizawa (2000-2007)
  - Nozomi Tsuji (2000-2004)
  - Ai Kago (2000-2004)

- Femte generationen
  - Ai Takahashi (2001-2011)
  - Asami Konno (2001-2006)
  - Makoto Ogawa (2001-2006)
  - Risa Niigaki (2001-2012)

- Sjätte generationen
  - Miki Fujimoto (2003-2007)
  - Eri Kamei (2003-2010)
  - Reina Tanaka (2003-2013)
  - Sayumi Michishige (2003-2014)

- Sjunde generationen
  - Koharu Kusumi (2005-2009)

- Åttonde generationen
  - Aika Mitsui (2006-2012)
  - Li Chun (2007-2010)
  - Qian Lin (2007-2010)

- Nionde generationen
  - Erina Ikuta (2011-2025)
  - Mizuki Fukumura (2011-2023)
  - Kanon Suzuki (2011-2016)
  - Riho Sayashi (2011-2015)

- Tionde generationen
  - Ayumi Ishida (2011-2024)
  - Masaki Sato (2011-2021)
  - Haruka Kudo (2011-2017)
  - Haruna Iikubo (2011-2018)

- Elfte generationen
  - Sakura Oda (2012-2026)

- Tolfte generationen
  - Maria Makino (2014-)
  - Miki Nonaka (2014-)
  - Akane Haga (2014-2025)
  - Haruna Ogata (2014-2018)

- Trettonde generationen
  - Reina Yokoyama (2016-2025)
  - Kaede Kaga (2016-2022)

- Fjortonde generationen
  - Chisaki Morito (2017-2022)

- Femtonde generationen
  - Mei Yamazaki (2019-)
  - Homare Okamura (2019-)
  - Rio Kitagawa (2019-)

- Sextonde generationen
  - Rio Sakurai (2022-)

- Sjuttonde generationen
  - Haruka Inoue (2023-)
  - Ako Yumigeta (2023-)

## Diskografi

### Singlar
0. "Ai no Tane" (3 november 1997)
1. "Morning Coffee" (28 januari 1998)
2. "Summer Night Town" (17 maj 1998)
3. "Daite HOLD ON ME! (8 september 1998)
4. "Memory Seishun no Hikari" (10 februari 1999)
5. "Manatsu no Kousen" (12 maj 1999)
6. "Furusato" (14 juli 1999)
7. "LOVE Machine" (9 september 1999)
8. "Koi no Dance Site" (26 januari 2000)
9. "Happy Summer Wedding" (17 maj 2000)
10. "I WISH" (6 september 2000)
11. "Renai Revolution 21" (13 december 2000)
12. "The Peace!" (25 juli 2001)
13. "Mr. Moonlight ~Ai no Big Band~" (31 oktober 2001)
14. "Souda! We're ALIVE" (21 februari 2002)
15. "Do it! Now" (24 juli 2002)
16. "Koko ni Iruzee!" (30 oktober 2002)
17. "Morning Musume no Hyokkori Hyoutanjima" (19 februari 2003)
18. "AS FOR ONE DAY" (23 april 2003)
19. "Shabondama" (30 juli 2003)
20. "Go Girl ~Koi no Victory~" (6 november 2003)
21. "Ai Araba IT'S ALL RIGHT" (21 januari 2004)
22. "Roman ~MY DEAR BOY~" (12 maj 2004)
23. "Joshi Kashimashi Monogatari" (22 juli 2004)
24. "Namida ga Tomaranai Houkago" (3 november 2004)
25. "The Manpower!!!" (19 januari 2005)
26. "Osaka Koi no Uta" (27 april 2005)
27. "Iroppoi Jirettai" (27 juli 2005)
28. "Chokkan 2 ~Nogashita Sakana wa Ookiizo!~" (9 november 2005)
29. "Sexy Boy ~Soyokaze ni Yorisotte~" (15 mars 2006)
30. "Ambitious! Yashinteki de Ii Jan" (21 juni 2006)
31. "Aruiteru" (8 november 2006)
32. "Egao YES Nude" (14 februari 2007)
33. "Kanashimi Twilight" (25 april 2007)
34. "Onna ni Sachi Are" (25 juli 2007)
35. "Mikan" (21 november 2007)
36. "Resonant Blue" (16 april 2008)
37. "Pepper Keibu" (24 september 2008)
38. "Naichau Kamo" (18 februari 2009)
39. "Shouganai Yume Oibito" (13 maj 2009)
40. "Nanchatte Renai" (12 augusti 2009)
41. "Kimagure Princess" (28 oktober 2009)
42. "Onna ga Medatte Naze Ikenai" (10 februari 2010)
43. "Seishun Collection" (9 juni 2010)
44. "Onna to Otoko no Lullaby Game" (17 november 2010)
45. "Maji Desu ka Ska!" (6 april 2011)
46. "Only You" (15 juni 2011)
47. "Kono Chikyuu no Heiwa o Honki de Negatterun da yo!/Kare to Issho ni Omise ga Shitai" (14 september 2011)
48. "Pyocopyoco Ultra" (25 januari 2012)
49. "Renai Hunter" (11 april 2012)
50. "One Two Three/The Matenrou Show" (4 juli 2012)
51. "Wakuteka Take a chance" (10 oktober 2012)
52. "Help me!!" (23 januari 2013)
53. "Brainstorming/Kimi Sae Ireba Nani mo Iranai" (17 april 2013)
54. "Wagamama Ki no Mama Ai no Joke/Ai no Gundan" (28 augusti 2013)
55. "Egao no Kimi wa Taiyou sa/Kimi no Kawari wa Iyashinai/What is LOVE?" (29 januari 2014)
56. "Toki wo Koe Sora wo Koe/Password is 0" (16 april 2014)
57. "TIKI BUN/Shabadaba Doo~/Mikaeri Bijin" (15 oktober 2014)
58. "Seishun Kozo ga Naiteiru/Yuugure wa Amaegari/Ima Koko Kara" (15 april 2015)
59. "Oh my wish!/Sukatto My Heart/Imasugu Tobikomu Yuuki" (19 augusti 2015)
60. "Tsumetai Kaze to Kataomoi/ENDLESS SKY/One and Only" (29 december 2015)
61. "Utakata Saturday Night!/The Vision/Tokyo to Iu Katasumi" (11 maj 2016)
62. "Sexy Cat no Enzetsu/Mukidashi de Mukiatte/Sou ja nai" (23 november 2016)
63. "BRAND NEW MORNING/Jealousy Jealousy" (8 mars 2017)
64. "Jama Shinai de Here We Go!/Dokyuu no Go Sign/Wakain da shi!" (4 oktober 2017)
65. "Are you Happy?/A gonna" (13 juni 2018)
66. "Furari Ginza/Jiyuu na Kuni Dakara" (24 oktober 2018)
67. "Jinsei Blues/Seishun Night" (12 juni 2019)
68. "KOKORO&KARADA/LOVEpedia/Ningen Kankei No way way" (22 januari 2020)
69. "Junjou Evidence/Gyuu Saretai Dake na no ni" (16 december 2020)
70. "Teenage Solution/Yoshi Yoshi Shite Hoshii no/Beat no Wakusei" (8 december 2021)
71. "Chu Chu Chu Bokura no Mirai/Dai・Jinsei Never Been Better!" (8 juni 2022)
72. "Swing Swing Paradise/Happy birthday to Me!" (21 december 2022)
73. "Suggoi FEVER!/Wake-up Call ~Mezameru Toki~/Neverending Shine" (25 oktober 2023)
74. "Nandaka Sentimental na Toki no Uta/SaiKIYOU" (14 augusti 2024)
75. "Ki ni Naru Sono Ki no Uta/Akaruku Ii Ko" (2 juli 2025)

### Album
1. "First Time" (1998)
2. "Second Morning" (1999)
3. "3rd-Love Paradise" (2000)
4. "4th Ikimasshoi!" (2002)
5. "No. 5" (2003)
6. "Ai no Dai 6 Kan" (2004)
7. "Rainbow 7" (2006)
8. "SEXY 8 BEAT" (2007)
9. "Platinum 9 Disc" (2009)
10. "10 My Me" (2010)
11. "Fantasy! Juuichi (2010)
12. "12, Smart" (2011)
13. "13 Colorful Character" (2012)
14. "14shou ~The message~" (2014)
15. "15 Thank you, too" (2017)
16. "16th ~That's J-POP~" (2021)
17. "Professionals-17th" (2024)

### Övriga album
1. "Best! Morning Musume 1" (2000)
2. "Best! Morning Musume 2" (2004)
3. "Early Single Box" (2004)
4. "7.5 Fuyu Fuyu Morning Musume Mini!" (2007)
5. "Morning Musume All Singles Complete ~10th Anniversary~" (2007)
6. "Cover YOU" (2008)
7. "Morning Musume Zen Single Coupling Collection" (2009)
8. "Morning Musume Best of Singles Japan Expo Limited Edition" (2010)
9. "The Best! ~Updated Morning Musume~" (2013)
10. "Morning Musume '14 Coupling Collection 2" (2014)
11. "One・Two・Three to Zero" (2014)
12. "Best! Morning Musume 20th Anniversary" (2019)
13. "Morning Musume Best Selection ~The 25 Shuunen~" (2023)